# Haliartos

Karta över antikens Boiotien med Haliartos utmärkt

Haliartos (klassisk grekiska Ἁλίαρτος) är en ort i den grekiska prefekturen Boiotien, 109 kilometer från Aten, mitt i Kopais-dalen. Befolkningen uppgick år 2001 till 6 351.

## Historia
Under antiken låg Haliartos vid södra stranden av sjön Kopais. Den förstördes av perserna under Xerxes I, men uppblomstrade åter, tills den ånyo lades i ruiner av romarna år 171 f.Kr. Framför dess murar förlorade den spartanske fältherren Lysandros slag och liv mot thebanerna år 395 f.Kr.